# Marcus Minucius Augurinus
Marcus Minucius Augurinus war ein Politiker der frühen Römischen Republik und mutmaßlicher Konsul der Jahre 497 und 491 v. Chr. Sein Amtskollege war in beiden Jahren Aulus Sempronius Atratinus. Er tritt bei Dionysios als Redner im Prozess gegen Coriolan auf (491 v. Chr.) und auch als Sprecher der Gesandten zu Coriolan, 488 v. Chr.
Sein Cognomen fehlt bei Livius (II 21, 1. 34, 7) ist aber bei Dionysios (VII 20, 1) und anderen überliefert.
Die Einführung der Gens Minucia in die frühen Jahre der Republik wird von der Forschung als Interpolation von späterer Hand angesehen. Die Konsulate der Minucier sind – so mittlerweile einhellige Meinung innerhalb der Fachwissenschaft – alle aus den Konsullisten zu streichen, da sie später, wohl um 300 v. Chr., interpoliert wurden. In der Frühphase der Republik konnten nur Patrizier zum Konsulamt gelangen, die gens Minucia war jedoch eindeutig plebejisch.